# Aborrevattnet
Aborrevattnet är en sjö i Uddevalla kommun i Bohuslän och ingår i Bäveåns huvudavrinningsområde. Aborrevattnet ligger på [[Bredfjällets naturreservat|Bredfjället]] i ett Natura 2000-område. Sjön är 5,5 meter djup, har en yta på 0,018 kvadratkilometer och är belägen 150 meter över havet.